# 인천광역시의 사찰 목록
인천광역시의 사찰 목록은 문화관광부의 2005년 5월 자 자료를 기본으로 하여 빠진 내용을 추가한 것들이다.
- 백련사 - 인천광역시 강화군 하점면 고려산로61번길 270 (조계종)
- 보문사 - 인천광역시 강화군 삼산면 삼산남로828번길 44 (조계종)
- 용궁사 - 인천광역시 중구 운남로 199-1 (태고종)
- 적석사 - 인천광역시 강화군 내가면 연촌길 181 (조계종)
- 전등사 - 인천광역시 강화군 길상면 전등사로 37-41 (조계종)
- 정수사 - 인천광역시 강화군 화도면 해안남로1258번길 142 (조계종)
- 청련사 - 인천광역시 강화군 강화읍 고비고개로188번길 112 (조계종)
- 청수암 - 인천광역시 강화군 강화읍 청하동길36번길 62 (조계종)
- 황룡사 - 인천광역시 서구 봉수대로 1172-1 (천태종)

## 같이 보기
- 한국의 사찰 목록